# Dianthus lydius
Dianthus lydius är en nejlikväxtart som beskrevs av Pierre Edmond Boissier. Dianthus lydius ingår i släktet nejlikor, och familjen nejlikväxter. Inga underarter finns listade i Catalogue of Life.